# Ramsey megye (Minnesota)
Ramsey megye az Amerikai Egyesült Államokban, azon belül Minnesota államban található. Megyeszékhelye és legnagyobb városa Saint Paul. Lakosainak száma 552 352 fő (2020. április 1.). Ramsey megye Anoka, Washington, Dakota és Hennepin megyékkel határos.

## Népesség
A megye népességének változása:
| Lakosok száma | 509 363 | 515 434 | 520 561 | 526 714 | 538 133 | 552 352 |
|               | 2010    | 2011    | 2012    | 2013    | 2015    | 2020    |